# Декларација о независности Албаније
Декларација о независности Албаније (алб. Deklarata e Pavarësisë, Shpallja e Pavarësisë) је изјава којом је група Албанаца, окупљених у приватној кући у власништву Џемил-бега (алб. Xhemil bey) у Валони, 28. новембра 1912. године декларисала формирање независне државе Албаније.

## Активности Исмаиља Ћемалија поводом декларисања формирања независне Албаније
Најважнију улогу у овом догађају је имао Исмаиљ Ћемали који је објавио своје мемоаре у којима је изнео детаље о свом политичком ангажовању. Када је сазнао да је војска Краљевине Србије после Кумановске битке (23. и 24. октобар 1912) ушла у Скопље Ћемали је отпутовао из Трста, у којем се састао са црногорским принцом Мирком, у Букурешт у Румунији у којем живи велика колонија Албанаца. Ћемали се у Букурешту договорио са 15 чланова албанске колоније у Букурешту да заједно отпутују у Албански вилајет. Ћемали је из Букурешта послао телеграм у све крајеве Албанског вилајета и најавио свој долазак и захтевао да се пошаљу делегати из свих крајева вилајета у Валону у којој ће се одржати национални конгрес у циљу реализације националних аспирација Албанаца. Међутим, када је стигао у Беч, добио је телеграм од личног пријатеља из Будимпеште који га је позвао у Будимпешту на састанак са високорангираном особом. По доласку у Будимпешту, Ћемали се прво сусрео са грофом Андрашијем, а затим са министром иностраних послова Аустроугарске грофом Берчтолдом, који је подржао његове погледе на решење националног питања Албанаца и ставио му на располагање брод који ће га хитно превести до прве луке у Албанском вилајету пре него што падне у руке војсци Краљевине Србије.
Након што су војске држава Балканских савезница освојиле највећи део територије балканских вилајета Османског царства, Аустроугарска је својим ратним бродом превезла Исмаиља Ћемалија у Драч у који му је дозволила искрцавање (после контроле његових путних исправа) грчка морнарица која је држала луку Драч под блокадом. Из Драча је Ћемали са групом Албанаца из Румуније одјахао у Валону. На путу ка Валони био је обавештен поруком једног комшије који је дошао да се сусретне са њим, да је заповедник гарнизона војске Османског царства издао наређење локалној жандармерији да га ухапсе и спроведу у његов штаб. Да би избегли потеру Ћемали и његови сапутници из Букурешта су променили руту путовања и преноћили у суседном селу. Следећег јутра шеф жандармерије који је наводно добио налог да ухапси Ћемалија, донео му је телеграм од истог заповедника из Јањине којим се тражи од локалних власти да им дочекају са почастима и учине све да им помогну током њиховог путовања. Пошто је био уплашен да је реч о клопци, Ћемали заобилазним путевима одлази у Валону. .

## Декларисање независности Албаније

### Очеви оснивања
У Валони Ћемали окупља групу Албанаца са територије четири вилајета Османског царства у којима су живели Албанци (Косовски, Скадарски, Јањински и Битољски вилајет) укључујући и четворицу Албанаца из Румуније. Ова група учесника националног конгреса се у Албанији назива Очевима оснивања (алб. Baballaret e kombit). Они су 28. новембра 1912. прогласили себе посланицима Народне скупштине и на скупу одржаном у једној приватној кући једногласно се сагласили са предлогом који им је прочитао Исмаиљ Ћемали. Ћемали је обавестио присутне да је у Бечу у Аустроугарској постигао договор о усвајању декларације о независности.
Иако је из одређених делова вилајета Османског царства у којима су живели Албанци било присутно више особа, после дуже дискусије, договорено је да сваки регион има по један глас, независно од броја особа из тог региона које су присутне. Салих Ђука је обавестио присутне да очекивани учесници конгреса из Корче и Скадра нису могли да буду присутни због тога што су Корча и Скадар били у војном окружењу. Због тога су одабране четири присутне особе, познате по свом патриотизму, да представљају Корчу и Скадар. Затим је Салих Ђука обавестио присутне да је из Пармета стигао телеграм у којем се наводи да ће њиховог учесника конгреса који није могао да буде присутан, заменити двојица других учесника. Две особе су послале телеграм у којем обавештавају учеснике конгреса да ће они доћи као представници Охрида и Струге. Три учесника конгреса су каснила на конгрес па је евидентирано да се њихово присуство очекује. Текст декларације је потписала 41 особа.

### Текст декларације
У Валони, дана 15/28. новембра 1328/1912.
На основу говора Председника, Исмаиља Ћемалија, у којем је он говорио о великим опасностима са којима се данас Албанија суочава, сви делегати су једногласно одлучили да би Албанија, од данас, требало да буде самостална, слободна и независна.

### Активности после декларисања
Предлог текста који је усвојен се у суштини своди на усвајање декларације о стварању независне државе Албаније. Управљање је том приликом поверено привременој влади, док је договорено да се изабере веће стараца које би помагало привременој влади и да се о овом догађају велике силе обавесте телеграмом. Вођа привремене владе је био Исмаиљ Ћемали. Организовање народне војске поверено је Ризи-бегу из Ђаковице и Иси Бољетинцу, који се преко Љуме повукао пред војском Краљевине Србије у Валону.
По усвајању прочитаног предлога Исмаиљ Ћемали је изашао на терасу зграде скупштине и пред неколико стотина окупљених Албанаца махао црвеном заставом са црним двоглавим орлом.
Луку Валона је одмах по почетку Првог балканског рата грчка ратна морнарица својим бродовима држала у блокади и са својих бродова је вршила артиљеријско бомбардовање Валоне. Изолација Валоне од остатка света је увећана када је грчка морнарица пресекла телеграфски кабл и онемогућила комуникацију становника Валоне путем телеграма.

## Последице декларисања формирања Албаније
Декларација о независности Албаније спада у једностране декларације о независности, због тога што је објављена без сагласности државе на чијој је територији декларисано формирање нове државе (Османско царство).
Није могуће прецизно дефинисати институцију која је усвојила декларацију, пошто је група људи која се изјаснила за ову декларацију Исмаиљ Ћемали у суштини била група учесника на скупу под називом Национални Конгрес.
Приликом усвајања декларације о независности Албаније није дефинисана територија државе на коју се декларација односи. На основу чињенице да су окупљени дошли из свих крајева Албанског вилајета може се само претпоставити да се ова декларација односи на сва четири вилајета која су насељавали Албанци (Косовски, Скадарски, Јањински и Битољски). Пошто на територији ова четири вилајета Албанци не чине апсолутну већину становника и пошто учесници Националног Конгреса у Валони нису били изабрани представници грађана вероватно није за чуђење чињеница да је ово декларисање независности било потпуно игнорисано и од стране Османског царства, Великих сила и Балканских савезника што је изазивало згражавање Исмаиља Ћемалија и његових сарадника. Тек крајем марта 1913. године се Исмаиљу Ћемалију обраћа неко од европских владара. У питању је био француски војвода од Монпенсјера (Due de Montpensier) који се обратио Ћемалију са молбом да помогне у његовој кандидатури за кнеза Албаније. Ћемали прихвата да покуша да му помогне и 1. априла 1913. године јахтом војводе од Монпенсјера испловљава из Валоне у Бриндизи, из којег путује у Рим, Беч, Париз и Лондон. У Бечу је Гроф Берчтолд отворено наговестио Ћемалију да су изузетно мале шансе да се остваре његове жеље за формирањем независне државе Албаније. Ћемалијеви напори да устоличи војводу од Монпенсјера на албански трон су се показали потпуно безуспешним, јер на судбину делова окупираних вилајета Османског царства није утицао Ћемали и његов национални конгрес, већ амбасадорска конференција у Лондону која је трајала од децембра 1912. до краја маја 1913.
Ћемали и његове присталице нису остваривале власт на територијама Јањинског и Скадарског вилајета које балкански савезници нису окупирали, чак ни после повлачења војски Османског царства и балканских савезника. Есад-паша Топтани је 16. октобра 1913. основао Републику Централну Албанију са престоницом у Драчу. Било је очигледно да у новој држави коју су 29. јула 1913. године формирале велике силе постоји сукоб између Исмаиља Ћемалија и његових присталица и Есад-паше Топтанија који је имао под контролом велики број наоружаних војника. Када су почетком 1914. године Велике силе поставиле кнеза Вилхелма од Вида на албански трон у прву албанску владу није ушао Исмаиљ Ћемали и његове присталице, већ Есад-паша Топтани и то на месту министра унутрашњих послова и министра одбране.
Упркос чињеници да су, на основу Лондонског уговора о миру потписаног 30. маја 1913. године, велике силе извршиле формирање државе Албаније 29. јула 1913. године и да декларација о независности Албаније није имала никакав утицај на одвијање догађаја везаних за државу Албанију, дан усвајања декларације о независности Албаније је државни празник у Албанији под називом Дан независности који славе и сви Албанци ван Албаније, неки и под именом Дан албанске заставе.

## Контроверзе
Есад-паша Топтани је 16. октобра 1913. основао Републику Централну Албанију са престоницом у Драчу и сматрао је да је привремена влада на чијем је челу Исмаиљ Ћемали нелегална и нелегитимна лична творевина групе људи.